# Ачкасовы
Ачкасовы (Очкасовы) — старинный русский дворянский род.
В старину писались Очкасовы. Родоначальником их, по дошедшим до настоящего времени данным, можно считать Тимофея Очкасова, который был дворцовым дьяком при Великом князе Василии Дмитриевиче и писал духовную грамоту государя в 1425 году.
Внуки Тимофея, Прокофий и Лев, получили от Иоанна Великого несколько деревень, отписанных у новгородского архиепископа, в Вотской пятине, в погосте Михайловском. Нехороший Очкасов послан был в Казань с боярином, князем Телятевским, в 1532 году и там убит казанцами. Один из Очкасовых, Невежа Очкасов, находился воеводой в Тетюшах в 1583 году.
В XVII столетии Ачкасовы служили в стольниках; двое из них, Иван и Михаил Васильевичи, были стольниками царицы Прасковьи Федоровны, двое же, Иван Васильевич и Иван Иванович, были стольниками Петра I; четверо Ачкасовых владели населенными имениями в 1699 году  Наиболее изучены дворянские роды Ачкасовых Орловской и Курской губернии.

## Происхождение и история рода
Согласно летописным свидетельствам, история дворянского рода орловской ветви этой фамилии восходит к началу XVII века.
По апокрифическим сведениям родословной легенды, однако, не имеющих доказательной базы, орловский род Ачкасовых происходит от Ерофея Филипповича Очкасова
Курская же ветвь имеет своим родоначальником Лариона Ерофеевича Очкасова, записан сыном боярским, служил (1697) рейтаром в г. Курске, прибыл из г. Мценска (около 1688), «земли за ним в Подгородном стане, деревне Гридине» В Мценске же вступил в Городскую сотенную службу (1666) на Меньший городской стан, а позднее на Белгородской засечной черте «На службе рейтаром за ратные подвиги и служение поместной ему оклад 400 четвертей, денег 17 рублей, да поместья за ним во Мценске 30 четвертей».
Его сын — Андрей Ларионович (1664 — ?) рейтарской службы, вместе с женой Татьяной проживают в Мценске, а позже переезжают на Курщину и утрачивают связь с орловскими Очкасовыми (после 1688). Их совместные дети Ефимья (1719 — ?), Евдоким (1713 — ?), Анна (1711 — ?), Афанасий (1693/7 — ?) — «вошли в подушный оклад и записаны в однодворческом звании»
Единственная ветвь рода от Афанасия Андреевича Ачкасова, имеет изученную поколенную роспись до наших дней и потомков: он женится на дочери помещика Мценского уезда Феодосии Семёновны Мерцаловой, их сын Александр (род. 1732) служит драгуном в чине капрала, доблестно сражаясь в «Семилетней войне». Совместные дети Александра с Параскевой Петровной Алтуховой — Иван (1751 — ?) и Владимир (1761 — ?) продолжают оставаться в однодворческом окладе и занимаются развитием родового поместья деда — Нижняя Гридина, близ деревеньки Немча тож в Курской губернии.
- Алексей Иванович Ачкасов (1768 — ?), обер-офицер, «пятидесятник»[14] (1811)[15] — женат на дворянке Фионе Степановне Бредихиной

Семен Алексеевич Ачкасов
юнкер Тверского кавалерийского училища на 1885 год.

- Семён Алексеевич Ачкасов (1790 — ?), помещик, Губернский секретарь[16] — женат на дворянке Ефросинии Андреевне Малышевой потомство:
- Иван Семёнович Ачкасов (1818 — ?), дворянин[17], служит в Финляндском драгунском полку «За отличие в делах против французов и проявленную храбрость на полях Восточной Пруссии 4 августа 1855 г. произведён в майоры»[18]
- Алексей Семёнович Ачкасов (1823 — 17.07.1881), подполковник, участник кампаний 1854 года[19] и Крымской войны[20], награды: орден Св. Анны III ст., орден Св. Станислава III ст., — женат на дворянке Анне Павловне Глебовой (03.11.1848 — 1921), с 1882 года — Мордухай-Болтовская[4][21].
- Параскева Семёновна Тимофеева (1825/6 — 1870), дворянка, помещица, имение хутор Хмелевой Колодезь[22], Тимский уезд, Курская губерния.
- Дмитрий Семёнович Ачкасов (1820—1881), дворянин, помещик, с. Скородное[23] Курская губерния
- Евдокия Семёновна Ачкасова[24]
- Семён Алексеевич Ачкасов (22.04.1866 — 16.08.1918), дворянин, штабс-ротмистр, 7-го Драгунского Новороссийского полка на 1891 год[25], а на 1917 год — подполковник, пристав, то есть начальник 1-го участка Мещанской части московской полиции на 3-й Мещанской улице[26]; награды: орден Св. Станислава II ст.[27], орден Св. Анны III ст.[28] в отставке в чине полковника с 06.06.1917 года[29][30], а после 1917 работал в частной фирме Перлова на Смоленском рынке приказчиком в Москве, арестован 16.07.1918 года и позднее как «приверженец монархического строя» расстрелян[31].